# Model estàndard supersimètric mínim
El Model Estàndard Supersimètric Mínim (MESM o MSSM per les seves inicials en anglès) és una extensió del Model Estàndard que implementa la supersimetria. El MESM és el mínim model supersimètric donat que inclou només "el mínim nombre de nous estats de partícules i d'interaccions consistents amb la fenomenologia". La supersimetria emparella bosons i fermions, de manera que cada partícula del Model Estàndard té una partícula supersimétrica corresponent (superparella) encara no descoberta. El descobriment d'aquestes superpartícules suposaria una troballa similar al descobriment de les partícules que formen la matèria fosca, podria donar evidència empírica d'una Teoria de la gran unificació i ajudar a escatir si la teoria de cordes descriu realment la natura. El fracàs a l'hora de trobar evidencies de la sipersimetria per part del Gran Col·lisionador d'Hadrons fa que la comunitat científica es plantegi abandonar aquest camp teòric.